# USS Kentucky (BB 66)
A USS Kentucky (BB 66) egy Iowa osztályú csatahajó, melyet 1944. december 6-án kezdtek építeni a portsmouth-i Norfolk tengerészeti hajógyárban (Norfolk Navy Yard), Virginia-ban, de építését 1947. február 17-én felfüggesztették, mikor a hajó 72,1%-a már kész volt. 1950. január 20-án a félkész hajót vízre bocsátották, hogy kiürítsék a dokkot, mert szükség volt rá a USS Missouri (BB 63) megjavításánál, miután a hajó zátonyra futott.
A USS Kentucky motorjait később két másik hajó, a USS Sacramento (AOE 1) és a USS Camden (AOE 2) használta fel. Azóta mindkét hajót kivonták a hadrendből.
1956 májusában vagy júniusában a USS Kentucky orrát eltávolították, és egy nagy bárkán visszaszállították a Virginia-beli Newport Newsból (ahova előzőleg átvontatták), a Norfolk tengerészeti hajógyárba, hogy felhasználják azt a USS Wisconsin (BB 64) javításánál, amely 1956. május 6-án megsérült a USS Eatonnel (DDE 510) történt ütközés következtében. Később gyártottak egy új orrot a USS Kentuckyhoz, de azt soha nem szerelték fel.
A USS Kentuckyt 1958. június 9-én törölték a nyilvántartásból. A félkész hajótestet október 31-én eladták a baltimore-i Boston fémműveknek, bezúzás céljából.

## Képzeletben
A Kentucky feltűnik a Neon Genesis Evangelion egyik részében. A sorozat szerint a hajót befejezték, és szolgálatban állt egészen 2015-ös megsemmisüléséig.

## Lásd még
- USS Kentucky nevet viselő hajók listája.

## Külső hivatkozások

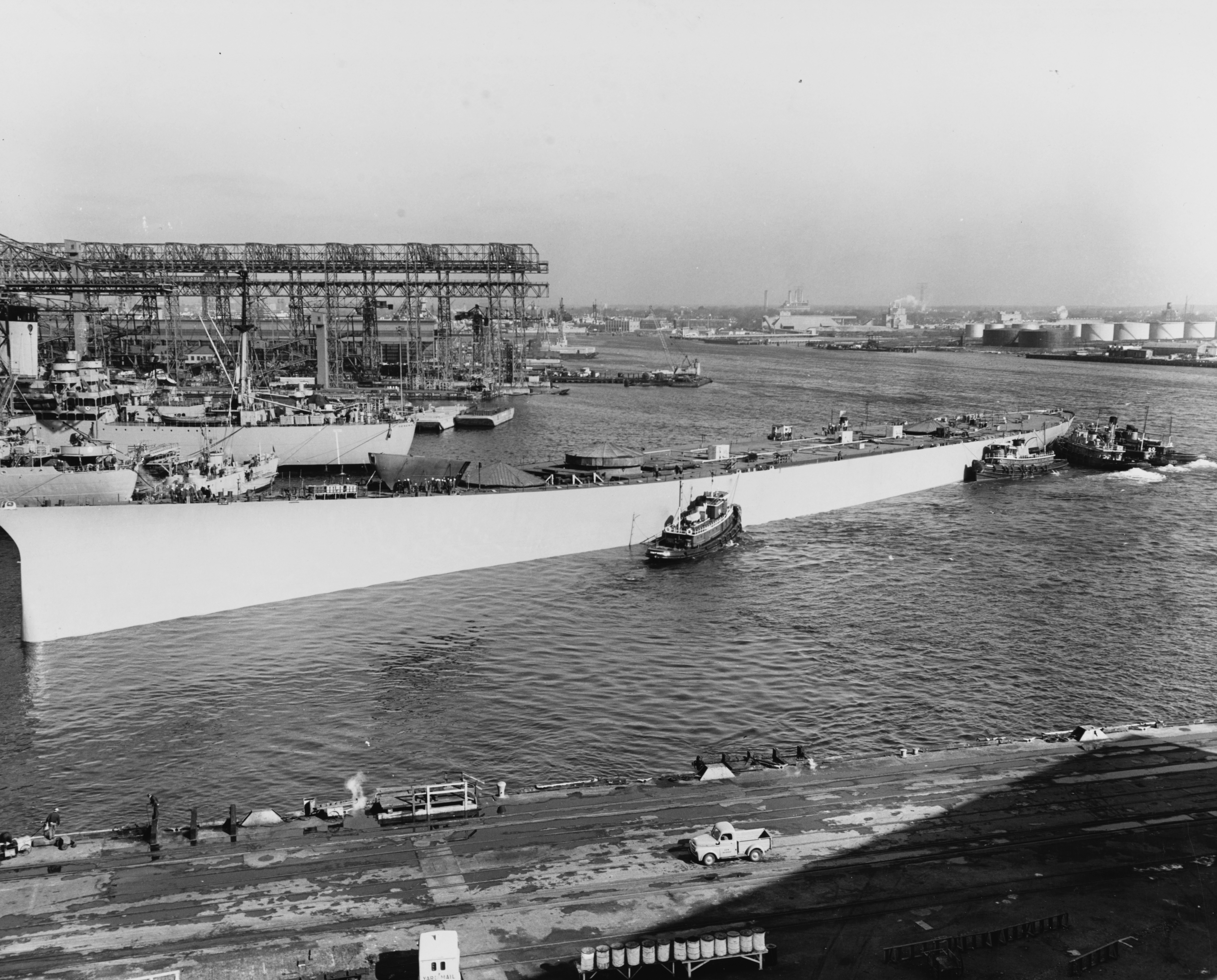
A USS Kentuckyt kivontatják a szárazdokkból, hogy helyet csináljanak a sérült USS Missourinak

- NVR – BB 66
- Kentucky (BB 66), 1942–1958 Archiválva 2011. október 19-i dátummal a Wayback Machine-ben
- Iowa osztály (BB 61-től BB 66-ig), 1940 és 1941 építési programja Archiválva 2015. január 1-i dátummal a Wayback Machine-ben
- NavSource Archiválva 2008. szeptember 16-i dátummal a Wayback Machine-ben